# جيم غالاشر
جيم غالاشر (بالإنجليزية: Jim Gallacher)‏ هو لاعب كرة قدم بريطاني، ولد في 29 مارس 1951 في كلايدبانك ‏ في المملكة المتحدة. لعب مع نادي اربوراث.